# ولسوالی دولت‌شاه
دولت‌شاه یکی از ولسوالی‌های ولایت لغمان در شرق افغانستان است. جمعیت آن در سال ۲۰۰۶ میلادی، ۴۰،۸۸۷ نفر اعلام شده است.

## مردم
در شهرستان دولت‌شاه اقوام هزاره، تاجیک، نورستانی و پشه‌ای زندگی میکنند.

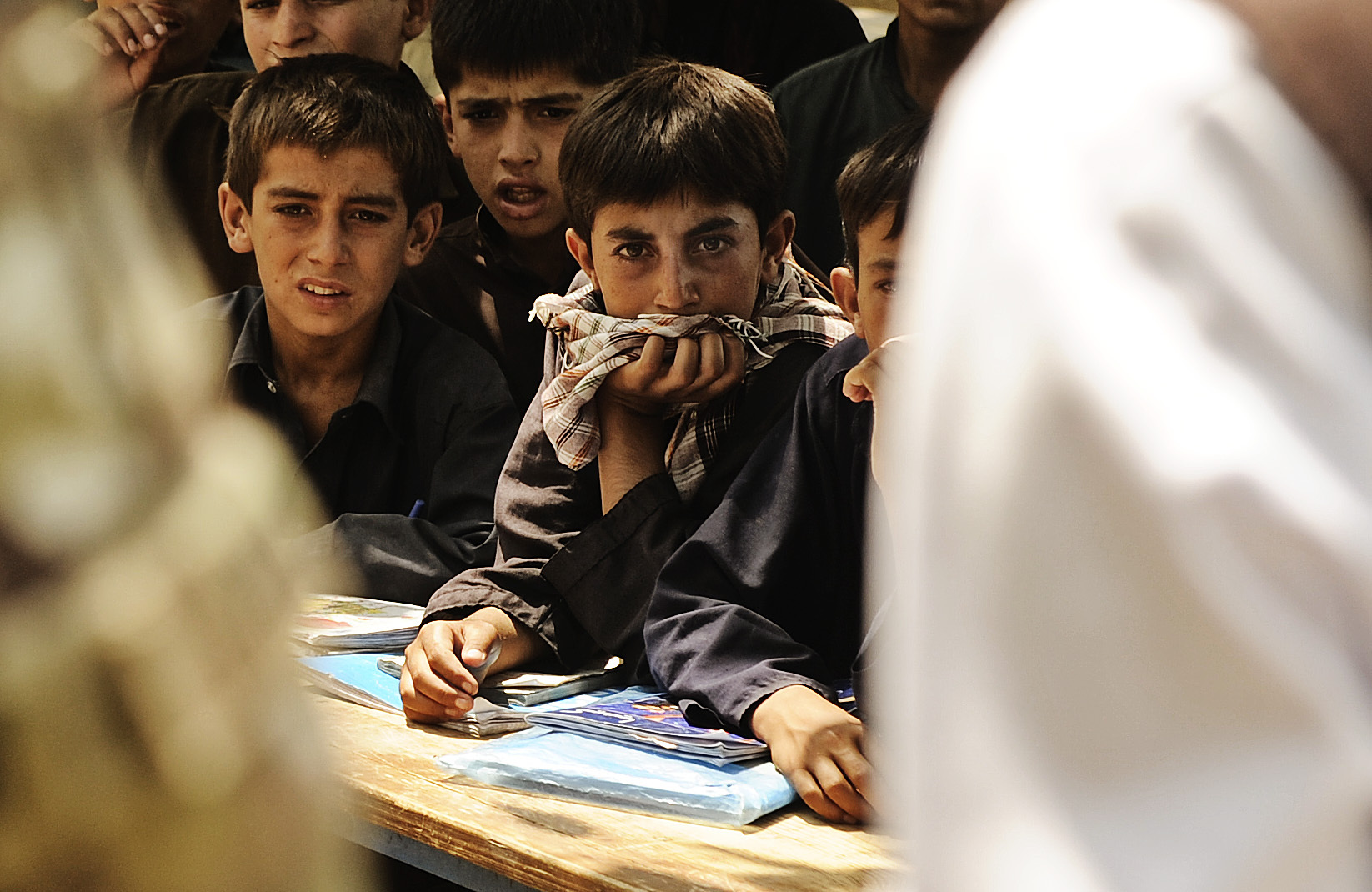
پسر تاجیک اهل شهرستان دولتشاه

## زبان
باشندگان این شهرستان بیشتر به زبان پارسی و لهجه هزاره گی سخن میگویند همچنین به زبان پشه‌ای نیز گپ میزنند
1. ↑  «جمعیت‌شناسی و جمعیت ولایت لغمان» (PDF). هیئت معاونیت ملل متحد در افغانستان. وزارت احیا و انکشاف دهات افغانستان. دریافت‌شده در ۱۲-۱۲-۱۳۹۰. تاریخ وارد شده در |تاریخ بازدید= را بررسی کنید (کمک)